# Chantepie
Chantepie é uma comuna francesa na região administrativa da Bretanha, no departamento Ille-et-Vilaine. Estende-se por uma área de 11,99 km², com uma densidade 492 hab/km².

## Demografia
De acordo com o censo do INSEE, a população da comuna era de 8.154 em 2008.
| 1962 | 1968 | 1975 | 1982 | 1990 | 1999 | 2006 | 2007 | 2008 |
| --- | ---- | ---- | ---- | ---- | ---- | ---- | ---- | ---- |
| 1310 | 1594 | 2651 | 3677 | 5898 | 6793 | 7852 | 8003 | 8154 |
| Para os censos de 1962 a 2006 a população legal corresponde à popolução sem duplicidades, segundo define o INSEE. |      |      |      |      |      |      |      |      |